# Ștefăneștii de Jos
Ștefăneștii de Jos – wieś w Rumunii, w okręgu Ilfov, w gminie Ștefăneștii de Jos. W 2011 roku liczyła 2923 mieszkańców.